# 程信
程信（1417年—1479年），字彥實，直隸河間縣人，祖籍直隸徽州府休寧縣（今安徽省）。明朝政治人物，正統壬戌進士，官至南京兵部尚書兼大理寺卿。

## 生平
祖籍直隸徽州府休寧縣（今安徽省），祖父程杜壽，明初謫居河間。正統六年（1441年），程信舉順天府鄉試第二十三名。正統七年（1442年），聯登壬戌科進士，授吏科給事中。代宗繼位，因舉薦啟用。京師保衛戰時，負責督軍守西城。都督孫鏜在與也先交戰中失利，欲入城，程信不允，而在城上督軍發箭炮相助。孫鏜遂戰益力，并擊退也先。景泰元年（1450年），請求賑災京畿飢民，晉升爲左給事中。次年出任為山東右參政，督餉遼東，因與巡撫寇深矛盾，后以憂去，服闋，起用四川參政，后與侍郎羅綺攻破黑虎諸寨
天順元年（1457年），程信升任太仆寺卿，重新徵收兵馬。當時三營大將石亨、孫鏜、曹欽均是奪門之變功臣，庇護部下，認為程信為人苛急，請改隸兵部。程信曉之以理，明英宗仍命其負責太僕寺。次年，改為左僉都御史，巡撫遼東，當時僉事胡鼎彈劾都指揮夏霖不法事，程信聽聞后，逮捕胡鼎下詔獄。錦衣衛都指揮門達稱程信不當代奏。當時恰逢寇深掌管都察院，於是彈劾程信，下詔獄，降南京太仆少卿。天順五年，召為刑部右侍郎，母憂歸。
成化元年（1465年），啟為兵部左侍郎。四川發生民變，朝廷以襄城伯李瑾充總兵官，太監劉恒為監督，進程信為兵部尚書，隨後調度有功獲勝。隨即兼任大理寺卿，與白圭共同掌管兵部。因言官相繼彈劾，其四次上疏請求辭職，不予批准。成化六年九月，改南京兵部尚書，參贊機務。十一年二月因病致仕，又過四年去世，贈太子少保，謚襄毅。

## 著作
有《中興固本十策》、《修德疏》、《容軒藁》、《晴川釣者集》、《晴洲集》。

## 家族
曾祖程長吉，妣吴氏。祖父程杜壽，洪武年间谪居河间。父程晟，母张氏。子程敏政。